# Gurzuf
Gurzuf (in russo Гурзуф?, in ucraino Гурзуф?, Hurzuf, è una località della Crimea che si trova non lontano da Jalta. Nel 2016 aveva una popolazione di circa 9 000 abitanti, amministrativamente appartiene al comune di Jalta. Noto luogo di villeggiatura, vi ha sede un ufficio distaccato dell'Organizzazione mondiale del movimento scout.